# Nowojehoriwka (obwód ługański)
Nowojehoriwka (ukr. Новоєгорівка, do 2016 Swerdłowka, ukr. Свердловка) – wieś na Ukrainie, w obwodzie ługańskim, w rejonie swatowskim, w hromadzie Kołomyjczycha. W 2001 liczyła 107 mieszkańców, wśród których 101 wskazało jako ojczysty język ukraiński, a 6 rosyjski. Na dzień 22 listopada 2024 r. we wsi mieszkało 2 osoby.